# Carolina Barco
María Carolina Barco Isakson (Boston, 1951) es una política y diplomática colombo-estadounidense. Ha sido Ministra de Relaciones Exteriores y Embajadora ante Estados Unidos.

## Biografía
Carolina posee un título profesional en Sociología y Economía del Wellesley College en Massachusetts. Durante el tiempo que duró su bachillerato en Wellesley College estudió un año a manera de intercambio en la Université Libre de Bruxelles en Bélgica. Adicionalmente, Carolina es graduada como máster en Planeamiento de Ciudades del Harvard University Graduate School of Design y con un máster en Negocios del Instituto de Empresa de Madrid, España.
Trabajó siempre en el sector público, siendo desde finales de la década de 1970 consultora en planeación urbana al servicio de la Alcaldía de Caracas (Venezuela), Alcaldía de Bogotá, Alcaldías de municipios aledaños a la capital (Cajicá, Cogua, Subachoque y Zipaquirá). En la década de 1990 su prestigio como investigadora la llevó a realizar estudios para el PNUD y los Ministerios de Desarrollo Económico, Medio Ambiente y Cultura; hasta que en 1998 el alcalde mayor de Bogotá Enrique Peñalosa la designó Directora Distrital de Planeación, cargo que ejerció hasta finalizar el mandato del Alcalde en diciembre de 2001.

### Canciller de Colombia (2002-2006)
En 2002, el electo presidente de Colombia, Álvaro Uribe Vélez, quien fue cercano a su padre, la nombró ministra de Relaciones Exteriores de su gobierno. Barco desempeñó una labor fundamental en la salida del aislamiento internacional en el que estaba Colombia, tras varios años de guerra contra el narcotráfico, paramilitares y guerrillas.

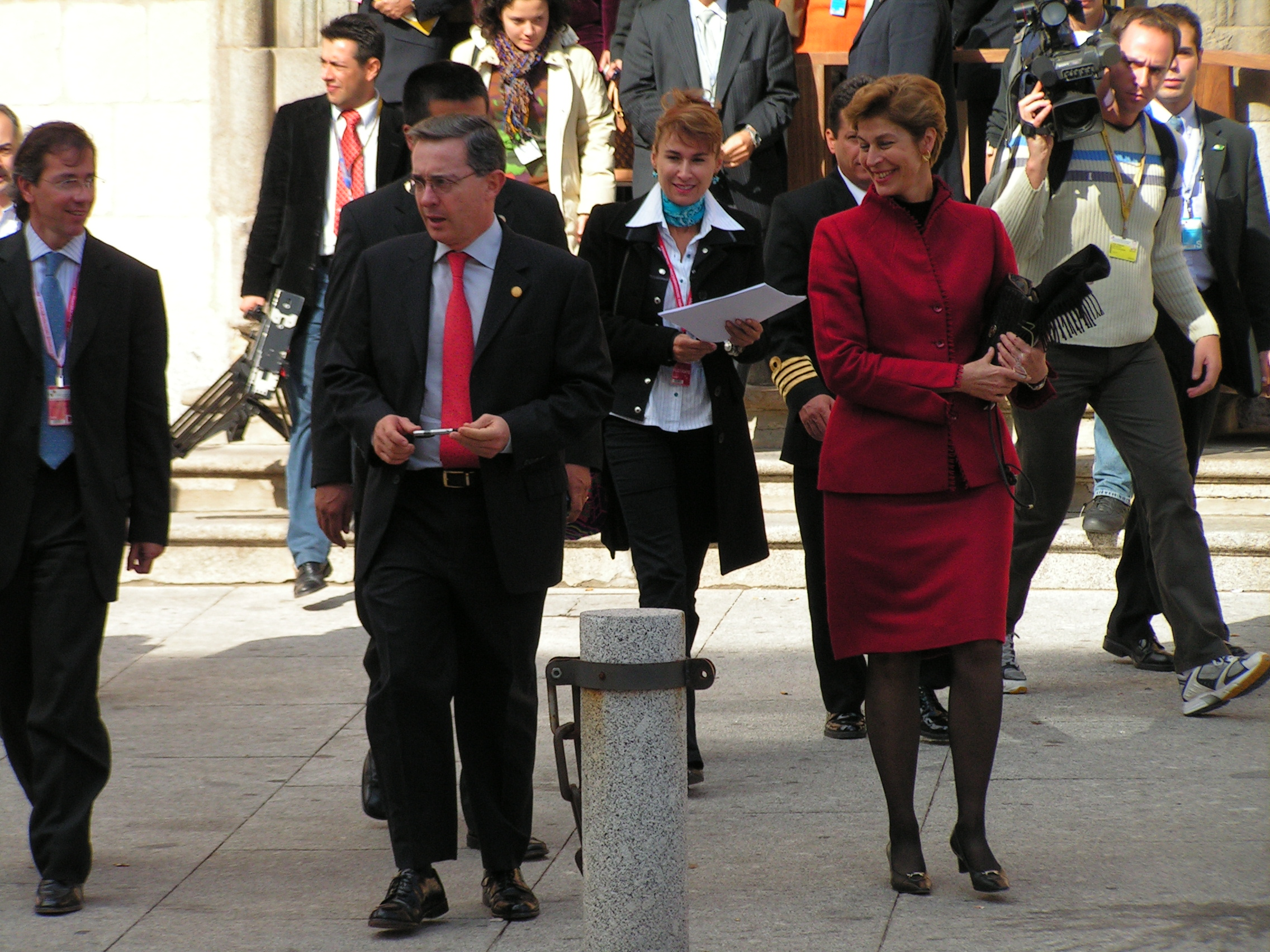
Barco, con el entonces presidente Uribe y Alicia Arango, 2005.

Su principal socio internacional fue Estados Unidos, país que conocía a detalle por ser ciudadana norteamericana, lo que llevó al mejoramiento de las relaciones bilaterales. Ella propició varios acercamientos entre Uribe y George Bush durante los 4 años que permaneció en la cancillería.
Su adhesión a la política estadounidense la llevó a apoyar la invasión de Irak por parte de Bush, tras los ataques del 11 de septiembre de 2001 a las torres gemelas de Nueva York. En contraprestación, Bush apoyó la guerra contra la guerrilla en Colombia, en el marco del Plan Patriota, y tras la Guerra contra el terrorismo que estaba liderando Bush desde 2001.

### Embajadora en Estados Unidos (2006-2009)
En 2006, luego de la renuncia del expresidente Andrés Pastrana a la embajada en este país, Barco fue nombrada en su reemplazo, ejerciendo el cargo hasta 2009 que fue reemplazada como embajadora por Gabriel Silva.

### BID
En 2010 se incorporó al Banco Interamericano de Desarrollo como coordinadora de la Plataforma de Ciudades Emergentes y Sostenibles.

### Embajadora en España (2018-)
El 18 de octubre de 2018 Carolina Barco fue nombrada nueva embajadora de Colombia en España.

## Familia

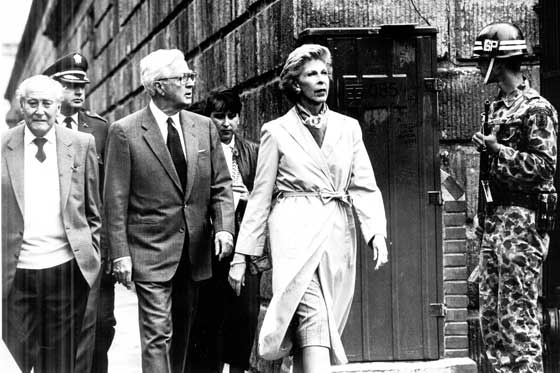
Sus padres, el entonces presidente Virgilio Barco y la primera dama Carolina Isakson, 20 de julio de 1990.

Carolina Barco era miembro de la aristocrática y millonaria familia de los Barco, siendo la hija mayor del matrimonio entre el colombiano Virgilio Barco Vargas y la estadounidense Carolina Isakson, siendo sus hermanos Julia, Diana y Virgilio Barco Isakson.
Su padre era un rico empresario petrolelífero y político del Partido Liberal, quien fue alcalde de Bogotá, embajador en Londres, y presidente de Colombia entre 1986 y 1990. Su madre era hija de un empresario petrolífero estadounidense, quien viajó a Colombia en comisión del gobierno norteamericano.
Su padre era hijo del político y empresario Jorge Barco Maldonado, quien a su vez era hijo del empresario y exmilitar Virgilio Barco Martínez, uno de los primeros beneficiarios por la bonanza petrolera en Colombia, a principios del siglo XX. Su madre, Julieta Vargas Durán, era sobrina del exmilitar Leonidas Durán, quien curiosamente era rival de Barco Maldonado en la Guerra de los Mil Días, ya que el primero servía al ejército oficial conservador, y el segundo a la guerrilla liberal.
Una de sus tías paternas, Julia Barco, era la esposa de Carlos Sanclemente Orbegozo, quien a su vez era bisnieto del expresidente Manuel Antonio Sanclemente y era también descendiente del expresidente Francisco Javier Zaldúa.

### Matrimonio y descendencia
Carolina contrajo matrimonio con el empresario Mauricio Botero Caycedo, con quien tuvo a sus hijas Alejandra, Adriana y Cristina Botero Barco.